# Roger Hunt
Roger Hunt (Glazebury, 20 luglio 1938 – Liverpool, 27 settembre 2021) è stato un calciatore inglese, di ruolo attaccante.
Attaccante, tra i migliori realizzatori del campionato inglese a cavallo tra gli anni cinquanta e sessanta grazie alla sua prontezza e al suo istinto che ne facevano un naturale predatore d'area, giocò per dieci stagioni nel Liverpool e fu un punto fermo dell'attacco della nazionale inglese, con la quale divenne campione del mondo nel 1966.

## Carriera

### Club
Nato a Golborne, nella contea del Lancashire, Roger Hunt crebbe nelle giovanili dello Stockton Head, che lo mandò in prestito a varie squadre: prima il Bury, che lo lanciò in prima squadra; tornò allo Stockton altre due volte, inframmezzate da una stagione al Devizes Town. Lasciò definitivamente lo Stockton a 20 anni appena compiuti quando, nell'estate del 1958, l'allenatore del Liverpool Phil Taylor lo mise sotto contratto. Il debutto in campionato avvenne tuttavia solo un anno dopo, con il nuovo allenatore Bill Shankly: nell'incontro di Seconda Divisione tra Liverpool e Scunthorpe segnò al 64' il gol del 2-0 con il quale i Reds vinsero la gara. Fu il primo di 245 goal in campionato - e 286 totali - con la maglia del Liverpool.
Dopo due stagioni chiuse al terzo posto, nel 1961-1962 il Liverpool, grazie anche alla coppia d'attacco Hunt-St. John che segnò 59 gol complessivi, vinse il campionato di Seconda Divisione. Il personale di Hunt fu, in quella stagione, di 41 gol in 42 incontri di campionato, poco meno di uno a gara. Sempre in coppia con St. John vinse il campionato inglese di Prima Divisione nel 1964 e nel 1966, mentre nel 1965 portò il club a vincere per la prima volta nella sua storia la Coppa d’Inghilterra, battendo per 2-1 il Leeds nella finale di Wembley (goal proprio di Hunt e St. John).
Alla fine degli anni sessanta, la squadra che era tornata al successo partendo dalla seconda divisione iniziava a invecchiare, e Shankly lasciò libero Hunt di accasarsi altrove senza pretendere compenso: nel 1969 Hunt lasciò così il Liverpool dopo 492 partite ufficiali e 286 goal, per essere ingaggiato dal Bolton, club nel quale terminò la carriera nel 1972 dopo ulteriori 76 partite di campionato (con 24 goal).
Nella storia del Liverpool, solo il gallese Ian Rush vanta più gol di Hunt, sebbene il primato di Hunt di goal segnati in campionato per i Reds sia tuttora imbattuto.

### Nazionale
La prima convocazione in nazionale di Roger Hunt risale al 1962 (4 aprile), quando questi giocava ancora in Seconda Divisione. La partita, vinta per 3-1 contro l'Austria, vide contemporaneamente il debutto e il primo goal di Hunt in maglia bianca. Prese parte anche alla spedizione inglese al campionato del mondo del 1962 in Cile, anche se non fu mai schierato.
Nel 1966 fu uno dei tre Reds - insieme a Ian Callaghan e Gerry Byrne - a essere convocato da sir Alf Ramsey per il campionato del mondo svoltosi proprio in Inghilterra. In coppia con Geoff Hurst guidò l'attacco inglese durante il torneo, giocando tutti e sei gli incontri e segnando tre goal, e laureandosi campione del mondo al termine della finale vinta a Wembley il 30 luglio 1966 contro la Germania Ovest. In merito alla citata finale vinta contro la Germania Ovest nel 1966, Geoff Hurst sostiene tuttora che le contestazioni a seguito del suo goal che diede il momentaneo 3-2 agli inglesi (palla sulla traversa, poi sulla linea e poi di nuovo in campo, con l'arbitro svizzero Dienst che convalidò dopo consulto con il guardalinee sovietico Bakhramov), avrebbero potuto essere evitate sin dall'origine se solo Hunt, che si trovava a un metro dalla porta ormai sguarnita, avesse seguito l'azione e ribattuto egli stesso la palla oltre la linea.
Nel 1968, infine, Hunt fu tra i selezionati al campionato d'Europa che si tenne in Italia, classificandosi al terzo posto finale.

## Dopo il ritiro
Nel 2000, 34 anni dopo la vittoria nel campionato del mondo, Hunt vide riconosciuto il suo contributo alla conquista della Coppa Rimet e fu insignito del titolo di Membro dell'Impero Britannico. Sebbene egli non sia Cavaliere dell'Ordine i tifosi del Liverpool lo chiamano comunque Sir Roger Hunt, pronome che spetterebbe formalmente a coloro che del citato Ordine siano Cavalieri.
Nel 2006 Roger Hunt è entrato ufficialmente a far parte della Hall of Fame del Museo Britannico del Calcio di Preston e, da un sondaggio-concorso indetto dal Liverpool nello stesso anno per stabilire quali fossero i «100 giocatori che stupirono la Kop», egli è risultato essere il 13º giocatore più votato, subito dopo Alan Hansen e subito prima di Michael Owen.

### Nella cultura di massa
Quando la BBC varò il programma Match of the Day - più o meno equivalente alla Domenica Sportiva in Italia - il primo goal a essere mandato in onda fu quello segnato da Hunt ad Anfield contro l'Arsenal, il 22 agosto 1964, in una partita che i Reds vinsero 3-2.

## Statistiche

### Cronologia presenze e reti in nazionale
| Cronologia completa delle presenze e delle reti in nazionale ― Inghilterra | Cronologia completa delle presenze e delle reti in nazionale ― Inghilterra | Cronologia completa delle presenze e delle reti in nazionale ― Inghilterra | Cronologia completa delle presenze e delle reti in nazionale ― Inghilterra | Cronologia completa delle presenze e delle reti in nazionale ― Inghilterra | Cronologia completa delle presenze e delle reti in nazionale ― Inghilterra | Cronologia completa delle presenze e delle reti in nazionale ― Inghilterra | Cronologia completa delle presenze e delle reti in nazionale ― Inghilterra |
| Data                                                                       | Città                                                                      | In casa                                                                    | Risultato                                                                  | Ospiti                                                                     | Competizione                                                               | Reti                                                                       | Note                                                                       |
| -------------------------------------------------------------------------- | -------------------------------------------------------------------------- | -------------------------------------------------------------------------- | -------------------------------------------------------------------------- | -------------------------------------------------------------------------- | -------------------------------------------------------------------------- | -------------------------------------------------------------------------- | -------------------------------------------------------------------------- |
| 4-4-1962                                                                   | Londra                                                                     | Inghilterra                                                                | 3 – 1                                                                      | Austria                                                                    | Amichevole                                                                 | 1                                                                          |                                                                            |
| 2-6-1963                                                                   | Lipsia                                                                     | Germania Est                                                               | 1 – 2                                                                      | Inghilterra                                                                | Amichevole                                                                 | 1                                                                          |                                                                            |
| 11-4-1964                                                                  | Glasgow                                                                    | Scozia                                                                     | 1 – 0                                                                      | Inghilterra                                                                | Torneo Interbritannico 1963                                                | -                                                                          |                                                                            |
| 27-5-1964                                                                  | New York                                                                   | Stati Uniti                                                                | 0 – 10                                                                     | Inghilterra                                                                | Amichevole                                                                 | 4                                                                          |                                                                            |
| 4-6-1964                                                                   | San Paolo                                                                  | Inghilterra                                                                | 1 – 1                                                                      | Portogallo                                                                 | Amichevole                                                                 | 1                                                                          |                                                                            |
| 18-11-1964                                                                 | Londra                                                                     | Inghilterra                                                                | 2 – 1                                                                      | Galles                                                                     | Torneo Interbritannico 1964                                                | -                                                                          |                                                                            |
| 8-12-1965                                                                  | Madrid                                                                     | Spagna                                                                     | 0 – 2                                                                      | Inghilterra                                                                | Amichevole                                                                 | 1                                                                          |                                                                            |
| 5-1-1966                                                                   | Liverpool                                                                  | Inghilterra                                                                | 1 – 1                                                                      | Polonia                                                                    | Amichevole                                                                 | -                                                                          |                                                                            |
| 23-2-1966                                                                  | Londra                                                                     | Inghilterra                                                                | 1 – 0                                                                      | Germania Ovest                                                             | Amichevole                                                                 | -                                                                          |                                                                            |
| 2-4-1966                                                                   | Glasgow                                                                    | Scozia                                                                     | 3 – 4                                                                      | Inghilterra                                                                | Torneo Interbritannico 1965                                                | 2                                                                          |                                                                            |
| 26-6-1966                                                                  | Helsinki                                                                   | Finlandia                                                                  | 0 – 3                                                                      | Inghilterra                                                                | Amichevole                                                                 | 1                                                                          |                                                                            |
| 29-6-1966                                                                  | Oslo                                                                       | Norvegia                                                                   | 1 – 6                                                                      | Inghilterra                                                                | Amichevole                                                                 | -                                                                          |                                                                            |
| 5-7-1966                                                                   | Chorzów                                                                    | Polonia                                                                    | 0 – 1                                                                      | Inghilterra                                                                | Amichevole                                                                 | 1                                                                          |                                                                            |
| 11-7-1966                                                                  | Londra                                                                     | Inghilterra                                                                | 0 – 0                                                                      | Uruguay                                                                    | Mondiali 1966 - 1º turno                                                   | -                                                                          |                                                                            |
| 16-7-1966                                                                  | Londra                                                                     | Inghilterra                                                                | 2 – 0                                                                      | Messico                                                                    | Mondiali 1966 - 1º turno                                                   | 1                                                                          |                                                                            |
| 20-7-1966                                                                  | Londra                                                                     | Inghilterra                                                                | 2 – 0                                                                      | Francia                                                                    | Mondiali 1966 - 1º turno                                                   | 2                                                                          |                                                                            |
| 23-7-1966                                                                  | Londra                                                                     | Inghilterra                                                                | 1 – 0                                                                      | Argentina                                                                  | Mondiali 1966 - Quarti di finale                                           | -                                                                          |                                                                            |
| 26-7-1966                                                                  | Londra                                                                     | Inghilterra                                                                | 2 – 1                                                                      | Portogallo                                                                 | Mondiali 1966 - Semifinale                                                 | -                                                                          |                                                                            |
| 30-7-1966                                                                  | Londra                                                                     | Inghilterra                                                                | 4 – 2 dts                                                                  | Germania Ovest                                                             | Mondiali 1966 - Finale                                                     | -                                                                          |                                                                            |
| 22-10-1966                                                                 | Belfast                                                                    | Irlanda del Nord                                                           | 0 – 2                                                                      | Inghilterra                                                                | Qual. Euro 1968                                                            | 1                                                                          |                                                                            |
| 2-11-1966                                                                  | Londra                                                                     | Inghilterra                                                                | 0 – 0                                                                      | Cecoslovacchia                                                             | Amichevole                                                                 | -                                                                          |                                                                            |
| 16-11-1966                                                                 | Londra                                                                     | Inghilterra                                                                | 5 – 1                                                                      | Galles                                                                     | Qual. Euro 1968                                                            | -                                                                          |                                                                            |
| 24-5-1967                                                                  | Londra                                                                     | Inghilterra                                                                | 2 – 0                                                                      | Spagna                                                                     | Amichevole                                                                 | 1                                                                          |                                                                            |
| 27-5-1967                                                                  | Vienna                                                                     | Austria                                                                    | 0 – 1                                                                      | Inghilterra                                                                | Amichevole                                                                 | -                                                                          |                                                                            |
| 21-10-1967                                                                 | Cardiff                                                                    | Galles                                                                     | 0 – 3                                                                      | Inghilterra                                                                | Torneo Interbritannico 1968                                                | -                                                                          |                                                                            |
| 22-11-1967                                                                 | Londra                                                                     | Inghilterra                                                                | 2 – 0                                                                      | Irlanda del Nord                                                           | Torneo Interbritannico 1968                                                | -                                                                          |                                                                            |
| 6-12-1967                                                                  | Londra                                                                     | Inghilterra                                                                | 2 – 2                                                                      | Unione Sovietica                                                           | Amichevole                                                                 | -                                                                          |                                                                            |
| 3-4-1968                                                                   | Londra                                                                     | Inghilterra                                                                | 1 – 0                                                                      | Spagna                                                                     | Qual. Euro 1968                                                            | -                                                                          |                                                                            |
| 8-5-1968                                                                   | Madrid                                                                     | Spagna                                                                     | 1 – 2                                                                      | Inghilterra                                                                | Qual. Euro 1968                                                            | -                                                                          |                                                                            |
| 22-5-1968                                                                  | Londra                                                                     | Inghilterra                                                                | 3 – 1                                                                      | Svezia                                                                     | Amichevole                                                                 | 1                                                                          |                                                                            |
| 5-6-1968                                                                   | Firenze                                                                    | Inghilterra                                                                | 0 – 1                                                                      | Jugoslavia                                                                 | Euro 1968 - semifinale                                                     | -                                                                          |                                                                            |
| 8-6-1968                                                                   | Roma                                                                       | Inghilterra                                                                | 2 – 0                                                                      | Unione Sovietica                                                           | Euro 1968 - finale 3º- 4º posto                                            | -                                                                          |                                                                            |
| 6-11-1968                                                                  | Bucarest                                                                   | Romania                                                                    | 0 – 0                                                                      | Inghilterra                                                                | Amichevole                                                                 | -                                                                          |                                                                            |
| 15-1-1969                                                                  | Londra                                                                     | Inghilterra                                                                | 1 – 1                                                                      | Romania                                                                    | Amichevole                                                                 | -                                                                          |                                                                            |
| Totale                                                                     |                                                                            | Presenze                                                                   | 34                                                                         |                                                                            | Reti                                                                       | 18                                                                         |                                                                            |

## Palmarès

### Club
- Second Division: 1

Liverpool: 1961-1962
- Campionato inglese: 2

Liverpool: 1963-1964, 1965-1966
- Coppa d'Inghilterra: 1

Liverpool: 1964-1965
- Charity Shield: 3

Liverpool: 1964, 1965, 1966

### Nazionale
- Campionato mondiale: 1

Inghilterra 1966

### Individuale
- Capocannoniere della seconda divisione inglese: 1

1961-1962 (41 reti)